# Horst von Necker
Hanns-Horst von Necker (* 28. August 1903 in Rudolstadt; † 27. Februar 1979 in Houverath (Bad Münstereifel)) war ein deutscher Offizier, zuletzt Generalmajor der Luftwaffe im Zweiten Weltkrieg.

## Leben

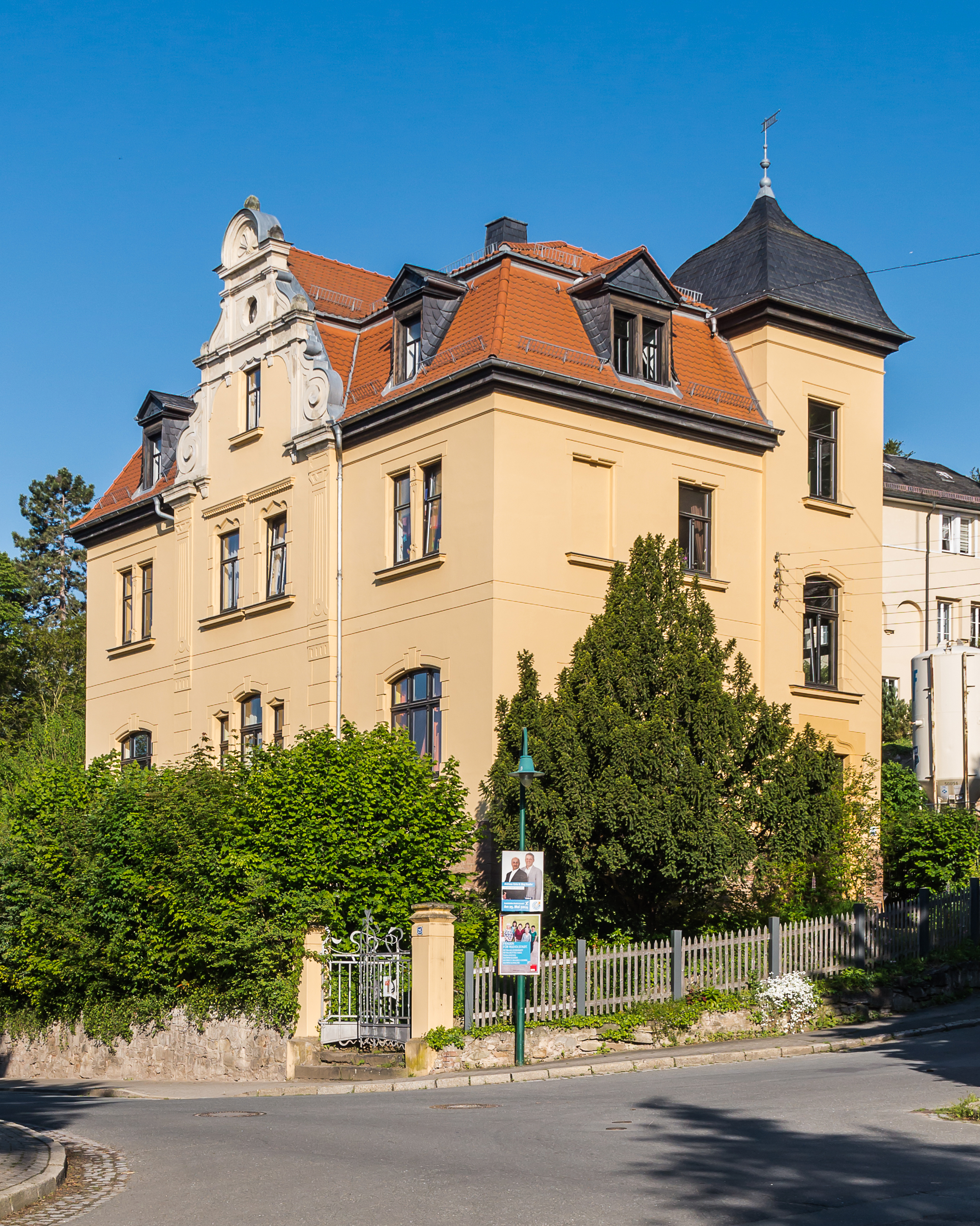
Geburtshaus Neckers in der Schloßstraße 1c, später 25, in Rudolstadt, Thüringen, erbaut 1902

Hanns-Horst von Necker wuchs in Rudolstadt als Sohn vom Major Hanns-Günther von Necker († 1909) und Emma, geb. Bender (1872–1960), auf. Sein Bruder Hanns-Dietrich (* 1894) starb Mitte Oktober 1911 nach einem als Doppelselbstmord geplantem Pistolenduell mit Hans Fallada.
Von Necker trat im April 1923 als Fahnenjunker in die Reichswehr ein und wurde im Dezember 1926 in Erfurt im Reiter-Regiment 16 der 3. Kavallerie-Division zum Leutnant befördert. Ab April 1938 war er in Wien Ib bei der nach dem Anschluss Österreichs neu in Österreich aufgestellten 4. leichten Division und blieb dies auch nach dem Beginn des Zweiten Weltkriegs.

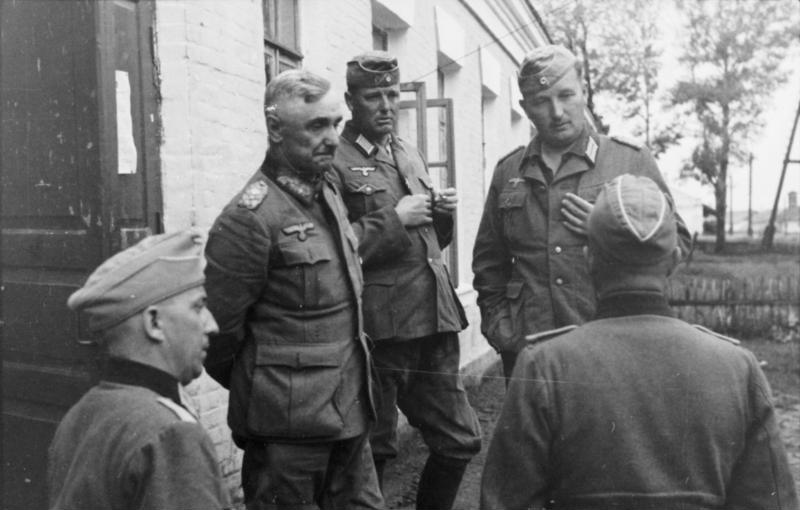
Horst von Necker (zweiter von rechts) mit Generalleutnant Alfred von Hubicki (zweiter von links) und weiteren Stabsoffizieren, bei Lemberg, Juli 1941.

Mitte Dezember 1939 war er für drei Jahre Ia bei der 9. Panzer-Division, welche aus der 4. leichten Division entstanden war und am Westfeldzug ihren Einsatz fand. Es folgte der Balkanfeldzug 1941 und die Verlegung an die Ostfront. Im März 1942 war er zum Oberstleutnant befördert worden. Von Necker wurde er im Dezember 1942 in die Führerreserve versetzt, aber Anfang 1943 zum Oberst gefördert und ging Anfang März 1943 als Ausbildungsoffizier zur Division Hermann Göring. Von Mai 1943 bis Anfang Dezember 1943 war er Ia der 16. Armee, wieder an der Ostfront. Erneut in der Führerreserve übernahm er am 7. März 1944 als Kommandeur das Fallschirm-Panzergrenadier-Regiments 2 "Hermann Göring" der Fallschirm-Panzer-Division 1 "Hermann Göring".
Von Oktober 1944 bis Anfang Februar 1945 war er Kommandeur der Fallschirm-Panzer-Division 1. "Hermann Göring", welche an der Ostfront kämpfte. Hiermit war zum November 1944 sein Übertritt von der Wehrmacht zur Luftwaffe verbunden. Während der Schlacht um Ostpreußen wurde das "Hermann Göring"-Panzerkorps Anfang 1945 zusammen mit den Resten der 4. Armee im Heiligenbeiler-Kessel eingeschlossen. Das Korps musste anschließend über die See nach Swinemünde in Pommern evakuiert werden. Von Necker hatte im Januar 1945 noch die Beförderung zum Generalmajor der Luftwaffe erhalten. Es folgte Ende Februar bis Mitte April 1945 seine Versetzung in die Führerreserve.
Kurz vor Kriegsende Mitte April 1945 kam er wieder zur Wehrmacht und wurde noch Kommandeur der Festungs-Division Swinemünde und Kampfkommandant von Swinemünde und der Insel Usedom. Zu Kriegsende kam er in englische Kriegsgefangenschaft.
Im April 1958 wurde er als stellvertretender Operationschef im Projekt Nadelwald (CIA-Kryptonym Ujkevel, später Casnide) des BND eingestellt. Zu dieser Zeit wohnte er in Hückeswagen.

## Auszeichnungen (Auswahl)
- Eisernes Kreuz (1939) II. und I. Klasse
- Deutsches Kreuz in Gold am 24. November 1942
- Ritterkreuz des Eisernen Kreuzes am 26. Juni 1944[6]